# NGC 390
NGC 390 је појединачна звезда у сазвежђу Рибе која се налази на NGC листи објеката дубоког неба.
Деклинација објекта је + 32° 26' 1" а ректасцензија 1h 7m 53,7s. Привидна величина (магнитуда) објекта NGC 390 износи 14,0.